# Eritropoietina

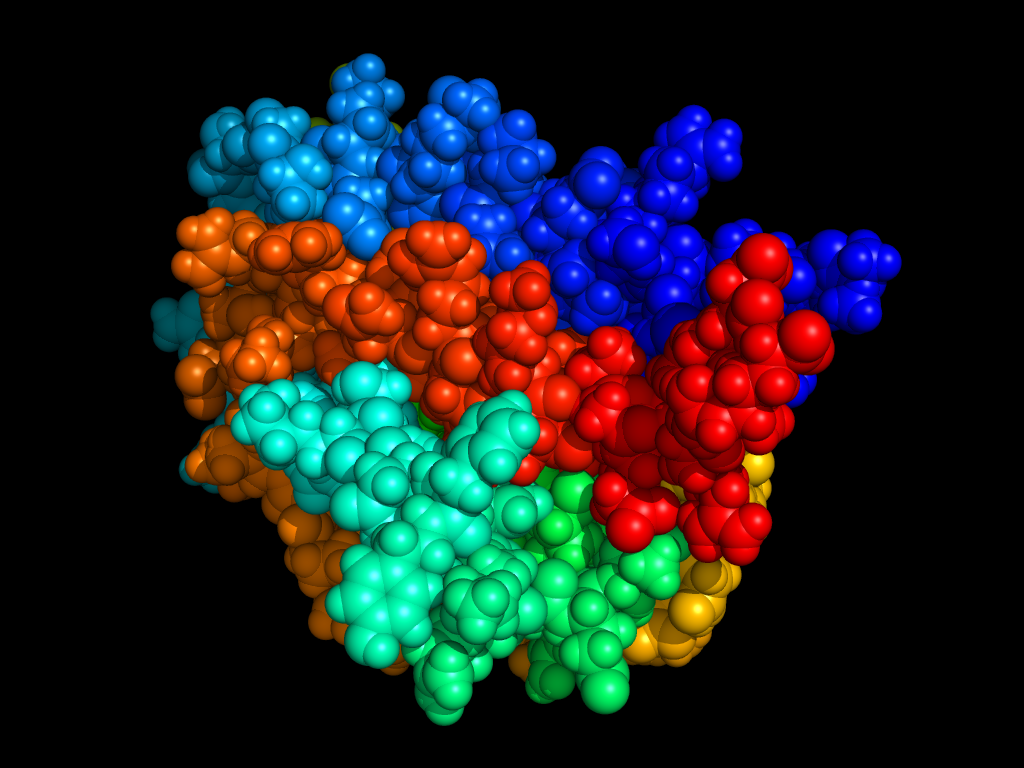
Eritropoetina

Eritropoetina ou EPO é uma hormona de glicoproteína que controla a eritropoiese, ou a produção de células vermelhas do sangue. É uma citocina (molécula de sinalização de proteína) para eritrócitos (glóbulos vermelhos) precursores da medula óssea. A EPO humana tem um peso molecular de 34 kDa.
Também chamada de hemopoetina, é produzida por fibroblastos intersticiais no rim em estreita associação com o peritubular capilar e túbulo epitelial tubular. Também é produzido em células perisinusoidais no fígado. Enquanto a produção hepática predomina no período fetal e perinatal, a produção renal é predominante durante a idade adulta. Além disso a eritropoiese, a eritropoietina tem também outras funções biológicas conhecidas. Por exemplo, ela desempenha um papel importante na resposta do cérebro à lesão neuronal. EPO também está envolvido no processo de cicatrização da ferida.
Quando exógeno, o EPO é usado como uma droga para melhorar o desempenho, é classificado como um agente estimulante da eritropoiese (AEE). EPO exógena pode muitas vezes ser detectada no sangue, devido a pequenas diferenças em relação ao da proteína endógena, por exemplo, nas características de modificação pós-traducional.

## Síntese e regulação
Os níveis de eritropoietina no sangue são muito baixos na ausência de anemia, a cerca de 10 mU/ml. No entanto, no estresse hipóxico, a produção de EPO pode aumentar cerca de 1000 vezes, atingindo 10000 mU/ml de sangue. EPO é produzido principalmente por células de revestimento capilar peritubulares do córtex renal, que são células epiteliais altamente especializadas. É sintetizada por células peritubulares renais em adultos, com uma pequena quantidade a ser produzida no fígado. Acredita-se que o regulamento conta com um mecanismo de retroalimentação medindo a oxigenação do sangue. Fatores de transcrição constitutivamente sintetizados ao EPO, conhecidos como fatores de hipoxia-induzível, são hidroxilados e proteossomal digeridos, na presença de oxigênio.

## Uso médico
Eritropoietinas disponíveis para serem utilizados como agentes terapêuticos são produzidas por tecnologia de ADN recombinante em cultura de células, e incluem Epogen/Procrit (epoetina alfa) e Aranesp (darbepoetina alfa); eles são utilizados no tratamento de anemia resultante de doença renal crônica, doença inflamatória do intestino (doença de Crohn e colite ulcerosa) e mielodisplasia do tratamento de câncer (quimioterapia e radioterapia), mas incluí advertências em caixas de aumento do risco de morte, infarto do miocárdio, acidente vascular cerebral, tromboembolismo venoso, a recorrência do tumor, e outros graves efeitos fora do alvo.

## Produção
A eritropoetina é secretada essencialmente pelo córtex renal (aproximadamente 90% da produção). Foi demonstrado que o fígado (sobretudo nos fetos), o cérebro e o útero produzem a eritropoetina igualmente. A produção de eritropoetina é estimulada pela baixa de oxigênio nas artérias renais.

## Ação
A baixa da pressão parcial em oxigênio (pessoas que vivem em grandes altitudes), a diminuição do número de glóbulos vermelhos (ou hemácias) causada por uma hemorragia ou por uma destruição excessiva, o aumento da necessidade de oxigénio pelos tecidos levam a uma secreção de eritropoietina. Ao contrário, o excesso de oxigénio nos tecidos diminui a sua secreção. Actua sobre as células eritroblásticas da medula óssea, isto é, as células precursoras dos glóbulos vermelhos por intermediação de receptores específicos. 10% da eritropoietina é secretada pelo fígado e 90% pelos rins.
A eritropoietina estimula a proliferação das células-tronco(v) precursoras de glóbulos vermelhos (ou hemácias), ao nível da medula óssea, aumentando assim a produção destas últimas de uma a duas semanas.

## Deficiência de EPO
Como os rins são os principais produtores de eritropoetina (DPA), uma insuficiência renal crônica leva geralmente a uma deficiência de EPO, e por consequência a uma anemia hipoplásica.

## História

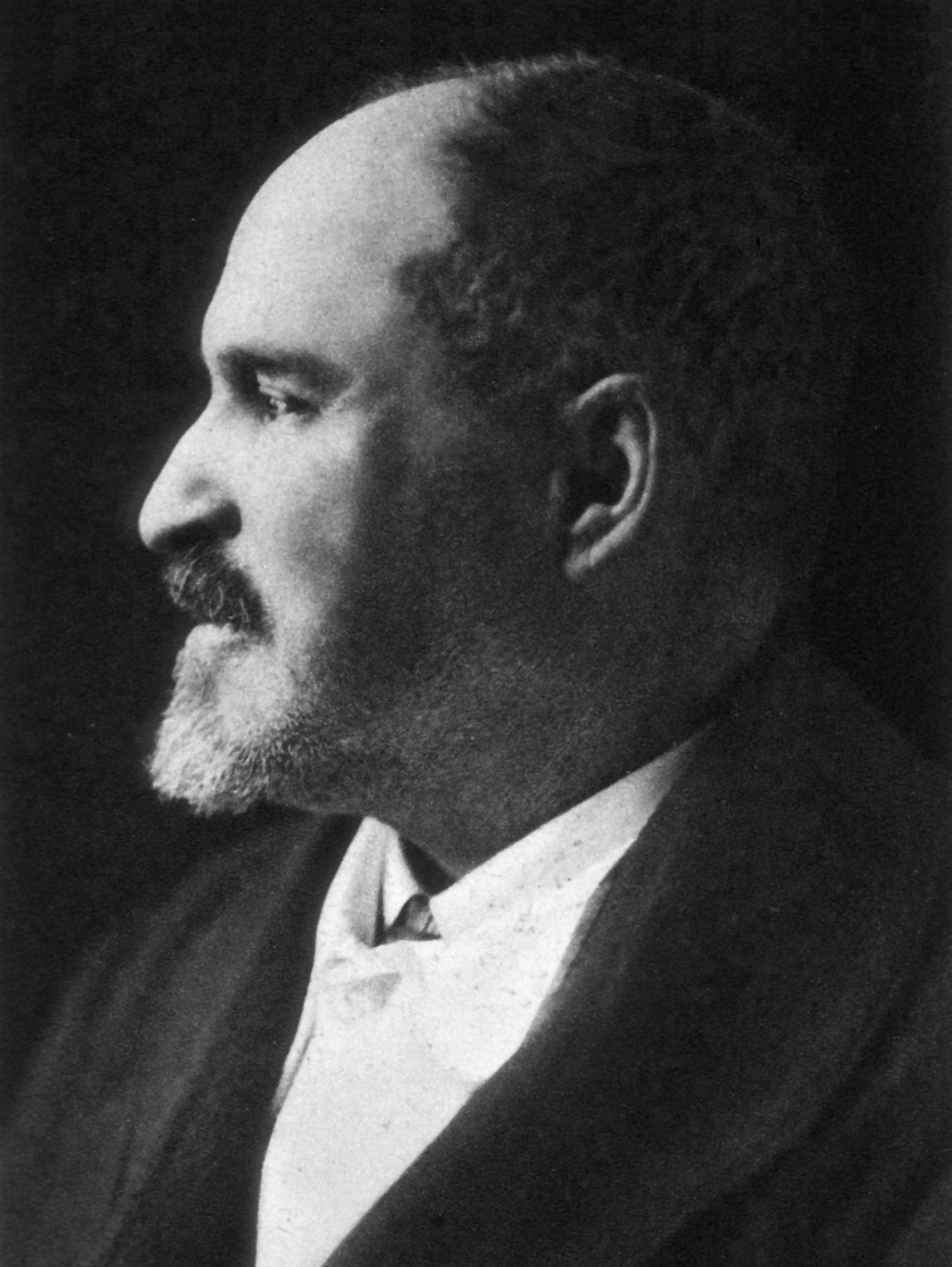
Paul Carnot

Em 1905, Paul Carnot, um professor de medicina em Paris, e seu assistente, Clotilde Deflandre, expuseram a ideia de que hormônios regulam a produção de células vermelhas do sangue. Após a realização de experimentos em coelhos sujeitos a sangria, Carnot e Deflandre atribuíram um aumento das células vermelhas do sangue em indivíduos de coelho a um fator hematopoiética chamado hemopoietina. Eva Bonsdorff e Eeva Jalavisto continuaram a estudar a produção de células vermelhas e, mais tarde chamaram a hematopoiética de substância 'eritropoietina'. Outros estudos que investigam a existência de EPO por KR Reissman (local desconhecido) e Allan J. Erslev (Thomas Jefferson Medical College) demonstraram que uma determinada substância, circulada no sangue, é capaz de estimular a produção de células vermelhas do sangue e o aumento do hematócrito. Esta substância foi, finalmente, purificada e confirmada como eritropoietina, abrindo as portas para fins terapêuticos para EPO em doenças tais como a anemia.
Hematologista John Adamson e o nefrologista Joseph W. Eschbach olharam para as várias formas de insuficiência renal e a função do hormônio natural do EPO na formação de células vermelhas do sangue. Estudando ovelhas e outros animais, nos anos 1970, os dois cientistas ajudaram a estabelecer que a EPO estimula a produção de glóbulos vermelhos na medula óssea e pode levar a um tratamento de anemia em seres humanos. Em 1968, Goldwasser e Kung começaram a trabalhar para purificar o EPO humano, e conseguiram purificar quantidades de miligramas de mais de 95% de material puro em 1977. EPO pura permitiu a sequência de aminoácidos a serem identificados e parcialmente o gene a ser isolado. Mais tarde, um pesquisador financiado pelo Institutos Nacionais da Saúde ('NIH') na Universidade Columbia descobriu uma maneira de sintetizar o EPO. A Universidade de Colúmbia patenteou a técnica, e licenciou a Amgen. A controvérsia se seguiu sobre a justiça das recompensas que a Amgen colheu do trabalho financiado pelo NIH, e Goldwasser nunca foi financeiramente recompensada por seu trabalho.